# Jérémy Bellicaud
Jérémy Bellicaud (né le 8 juin 1998 à Jonzac) est un coureur cycliste français.

## Biographie
Formé au Angoulême Vélo Club, il est le fils de Stéphane Bellicaud, cycliste amateur de bon niveau. 
Il rejoint le club Océane Top 16 en 2017, pour ses débuts espoirs (moins de 23 ans). Il effectue sa rentrée lors de l'Essor basque, où il participe à une offensive lors de la quatrième épreuve avec les professionnels Nicolas Baldo et Thomas Rostollan. Il s'impose ensuite sur quatre courses de deuxième catégorie, puis se distingue en terminant douzième de la Ronde de l'Isard. 
Repéré notamment par sa performance à l'Isard, il intègre l'équipe de France espoirs en 2018. Tout comme l'année précédente, il reprend la compétition  sur l'Essor basque, prenant la deuxième place de la Ronde du Pays basque. Il est ensuite huitième du Tour du Beaujolais et sixième du Tour du Pays Roannais chez les amateurs. Cependant, il chute et se fracture la clavicule lors du Tour de Côte-d'Or, ce qui perturbe sa seconde partie de saison.
En 2019, il rejoint le CC Étupes et déménage à Besançon, tout en poursuivant son cursus en licence STAPS. Onzième du Tour du Rwanda sous les couleurs de l'équipe de France espoirs, il se fracture la clavicule pour la seconde fois et manque une bonne partie du printemps. Il retrouve sa meilleure forme dès le début de l'été en terminant troisième du Tour de Savoie Mont-Blanc, disputé sur un parcours montagneux. Le mois suivant, il termine septième de la première étape du Tour de la Vallée d'Aoste puis sixième le lendemain à Valsavarenche, où il s'empare du maillot de leader. Défaillant les jours suivants, il est malheureusement contraint à l'abandon lors de la dernière étape. En août, il est sélectionné en équipe de France pour le Tour de l'Avenir, mais déclare forfait.
Il passe finalement professionnel en 2020 au sein de l'équipe Wanty-Gobert. Lors de la saison 2021, il obtient ses meilleurs résultats en terminant neuvième du Trofeo Andratx-Mirador des Colomer et quinzième du Grand Prix La Marseillaise. Son contrat n'est cependant pas renouvelé. Jérémy Bellicaud redescend alors chez les amateurs en 2022 au club Océane Top 16. 

## Palmarès
- 2018
  - 2e de la Ronde du Pays basque
- 2019
  - Grand Prix d'Authon-Ebéon
  - 2e du Tour du Piémont pyrénéen
  - 3e du Tour de Savoie Mont-Blanc
- 2022
  - 2e de la Ronde de Queyran
  - 2e du Trophée des Châteaux aux Milandes

## Classements mondiaux
| Année                                 | 2019  | 2020 | 2021  |
| ------------------------------------- | ----- | ---- | ----- |
| Classement mondial                    | 1308e | nc   | 1098e |
| UCI Europe Tour                       | 903e  | nc   | 814e  |
|                                       |       |      |       |
| Légende : nc = non classéSource : UCI |       |      |       |